# China nos Jogos Paralímpicos
A China participou pela primeira vez dos Jogos Paralímpicos em 1984, e enviou atletas para competirem em todos os Jogos Paralímpicos de Verão desde então. Em relação aos Jogos Paralímpicos de Inverno a primeira participação da China foi em 2002 e participou de todas as edições desde então.

## Medalhas por modalidade

### Medalhas por Esportes de Verão
| Esporte                         | Ouro | Prata | Bronze | Total |
| Atletismo                       | 187  | 142   | 99     | 428   |
| Natação                         | 139  | 125   | 105    | 369   |
| Tênis de mesa                   | 78   | 31    | 20     | 129   |
| Levantamento de peso            | 36   | 26    | 22     | 84    |
| Esgrima em cadeira de rodas     | 34   | 18    | 12     | 64    |
| Tiro                            | 17   | 11    | 8      | 36    |
| Ciclismo                        | 13   | 15    | 17     | 45    |
| Tiro com arco                   | 11   | 7     | 7      | 25    |
| Judô                            | 8    | 10    | 7      | 25    |
| Badminton                       | 5    | 3     | 2      | 10    |
| Remo                            | 3    | 2     | 1      | 6     |
| Voleibol sentado                | 3    | 2     | 0      | 5     |
| Golbol                          | 1    | 4     | 0      | 5     |
| Bocha                           | 0    | 4     | 1      | 5     |
| Basquetebol em cadeira de rodas | 0    | 1     | 0      | 1     |
| Futebol de cinco                | 0    | 1     | 0      | 1     |
| Taekwondo                       | 0    | 0     | 1      | 1     |
| Canoagem                        | 0    | 0     | 0      | 0     |
| Hipismo                         | 0    | 0     | 0      | 0     |
| Rugby em cadeira de rodas       | 0    | 0     | 0      | 0     |
| Tênis em cadeira de rodas       | 0    | 0     | 0      | 0     |
| Triatlo                         | 0    | 0     | 0      | 0     |
| Total                           | 535  | 402   | 302    | 1239  |

### Medalhas por Esportes de Inverno
| Esporte                     | Ouro | Prata | Bronze | Total |
| Curling em cadeira de rodas | 1    | 0     | 0      | 1     |
| Total                       | 1    | 0     | 0      | 1     |